# Мала Баланица
Пећина Мала Баланица је палеоантроплошко и археолошко налазиште у југоисточној Србији у близини Ниша. У њој је 2009. године откривена делимично очувана доња вилица средњоплеистоценског хоминина која спада међу најстарије налазе тог типа у југоисточној Европи.

## Опис пећине
Мала Баланица је дуга 25 m, широка 8 и висока 2,80 m. Налази се на 332 m надморске висине, односно око 100 m изнад садашњег тока реке Нишаве, на јужној падини Сврљишких планина у близини излаза из Сићевачке клисуре. Стене у којима је пећина су јурске и кредне старости, а њено дно попуњава неколико различитих слојева који се састоје од кречњака, шљунка, глине и песка.
Од улаза у пећину пружа се поглед на југозападни део клисуре. У непосредној близини је отвор пећине Велика Баланица која са Малом Баланицом гради заједнички пећински комплекс.

## Археолошка ископавања
Од 2005. године пећина је доступна за научна истраживања. Током истраживачких ископавања у западном делу пећине пронађено је мустеријенско камено оруђе средњег палеолита. У наредне четири године, пронађено је камено оруђе на дубини до 30 cm.
У истом слоју у коме су откривени средњопалеолитски артефакти пронаћени су остаци гари и животињских костију и зуба, укључујући и остатке вукова, дивљих мачака, мрког медведа, риђих лисица, пећинских хијена, јелена, срна, дивокоза, дабра, шумских мишева.

## Фосил BH-1
Фосилна вилица BH-1 (Баланица Homo 1) откривена је 1,5 m испод тренутног пећинског пода. Даљи докази људских активности не могу се детектовати у овом слоју, што може бити последица релативно малог посматраног подручја.
Примерак BH-1 представља 6,7 cm дуг фрагмент доње вилице. На основу антополошке анализе вилице може се закључити је припадала одраслој и релативно младој особи, док се њен пол не може утврдити. Ипак, недвосмислено се може рећи да се ради о припаднику рода Homo. Најпре се сматрало да је вилица стара између 200 и 300 хиљада година. Међутим, 2013. године уз помоћ три технике утврђено је да је фосил стар најмање 397.000 и да је вероватно старији од 525.000 година, тако да пронађена вилица спада међу најстарије европске фосиле средњоплеистоценских хоминина.
У то време су људски преци у западној Европи почели да попримају неандерталске карактеристике због тога што су западноевропске популације у глацијалним периодима биле изоловане. С друге стране, на простору данашњег Егејског мора постојала је широка копнена веза између Балканског полуострва и Мале Азије преко које су прешле миграције првих људи. Због прожимања становништва није дошло до појаве специјализованих врста које су биле карактеристичне за одређену регију, тако да су на еволуцију човека у југоисточној Европи у значајној мери утицала популациона кретања (миграције). Фосилни примерак из Мале Баланице приписује се примитивној, не-неандерталској популацији која показује сличности са другим средњоплеистоценским хомининима из области источног Медитерана.